# Hydro iodide
Hydro iodide là một chất khí được hình thành do kết hợp của hydro và iod thuộc nhóm hydro halide. Khi hòa tan trong nước nó tạo thành acid hydroiodic, là acid mạnh có công thức là HI. Hai chất này có thể chuyển hóa cho nhau. HI dùng để tổng hợp các chất vô cơ và hữu cơ với vai trò là nguồn iod chính và là một chất khử.

## Đặc điểm
HI là khí không màu, phản ứng với oxy tạo ra nước và iod. Trong khí ẩm, HI là dạng hơi (khói) của acid hydroiodic. HI tan nhiều trong nước, tạo ra acid hydroiodic. Một lít nước sẽ hòa tan 425 lít HI, tức là chỉ có 4 phân tử nước cho mỗi phân tử HI.

### Acid hydroiodic
Acid hydroiodic là dung dịch hoà tan của khí hydro iodide trong nước. Dung dịch HI bão hòa thường có nồng độ 48% - 57%. HI có tính acid mạnh, do sự phân tán của điện tích ion trên các anion. Ion iod lớn hơn nhiều so với các halide phổ biến khác vì vậy, điện tích âm được phân tán trên một không gian lớn. Ngược lại, ion chlor nhỏ hơn nhiều, có nghĩa là điện tích âm của nó là tập trung nhiều hơn, dẫn đến một sự tương tác mạnh mẽ hơn giữa proton và ion chlor. Sự tương tác H+---I− yếu tạo điều kiện cho sự phân ly của proton từ anion, vì vậy, HI là acid mạnh nhất trong các acid halogenhydric.
HI(g) + H2O(l) → H3O(aq)+ + I-(aq) Ka≈ 1010
HBr(g) + H2O(l) → H3O(aq)+ + Br-(aq) Ka≈ 109
HCl(g) + H2O(l) → H3O(aq)+ + Cl-(aq) Ka≈ 108

## Tính chất hóa học và các ứng dụng chính
- HI bị oxy hóa trong không khí tạo ra I2:

4HI + O2 → 2H2O + 2I2
HI + I2  → HI3
HI3 có màu nâu sậm, do vậy, sản phẩm này của HI thường có màu nâu sậm.
- Giống như HBr và HCl, HI cũng cho phản ứng cộng với anken

HI + H2C=CH2 → H3CCH2I
HI là acid mạnh. Do đó nó có tính chất của acid mạnh. Tính acid của HI tương tự như HBr. Muối iodide là muối của acid HI. Đa số muối iodide dễ tan trong nước trừ một số không tan và có màu đặc trưng. Vd: AgI có màu vàng đậm, PbI2 có màu vàng. Khi cho dung dịch muối iodide tác dụng với chlor, brom thì ion iodide bị oxy hóa theo phương trình sau:
2NaI + Cl2 -> 2NaCl + I2
2NaI + Br2 -> 2NaBr + I2
Do muối của bạc với iod nói riêng và các halogen [trừ Fluor] khác nói chung đều không tan và có màu đặc trưng nên các muối tan của bạc được dùng để nhận biết các hợp chất của halogen: AgCl màu trắng, AgBr màu vàng nhạt, AgI màu vàng.
HI được sử dụng trong hóa hữu cơ để biển đổi alcohol bậc 1 thành Dẫn xuất halogen. Phản ứng này là phản ứng thế SN2, trong đó các ion iođua thay thế nhóm hydroxyl "linh động" (nước). HI phản ứng tốt hơn hydro halide khác bởi vì các ion iod là một tác nhân nucleophin mạnh hơn nhiều hơn brom hoặc chlor, do đó, phản ứng có thể xảy ra mạnh mà không cần nhiệt độ cao. Phản ứng này cũng xảy ra đối với rượu bậc 2 và bậc 3, nhưng là phản ứng thế SN1.
HI (hoặc HBr) cũng có thể được sử dụng để tách ete thành ankyl iodtua và tượu, tương tự như phản ứng thế của rượu. Phản ứng tách này rất quan trọng bởi vì nó có thể chuyển đổi một ete trơ và bền về mặt hóa học thành chất linh động. Ví dụ đietyl ete được tách thành etanol và etyl iodide.
Phản ứng cộng HI cũng theo Quy tắc Markovnikov và không theo Quy tắc Markovnikov như HCl và HBr.